# Alice: Madness Returns
Alice: Madness Returns (с англ. — «Алиса: безумие возвращается») — компьютерная игра, приключенческий боевик от третьего лица, разработанный китайской студией Spicy Horse и изданный компанией Electronic Arts. Выпуск игры состоялся 14 июня 2011 года в США, 16 июня — в Австралии, 17 июня — в Европе и 21 июля — в Японии. Продукт разработан для персональных компьютеров под управлением операционной системы Windows, а также для игровых приставок PlayStation 3 и Xbox 360. Дистрибьютором игры в России стала компания «1С-СофтКлаб».
Alice: Madness Returns является сюжетным продолжением компьютерной игры American McGee’s Alice. В игре рассказывается об Алисе Лидделл (англ. Alice Liddell) — девушке, страдающей от эмоциональной травмы, вызванной гибелью её родителей во время пожара. Алиса выписалась из психиатрической клиники и во время действия игры живёт в приюте для душевно травмированных сирот, на попечении доктора Ангуса Бамби, при этом она продолжает испытывать галлюцинации. Чтобы избавиться от душевной травмы и узнать правду о своём прошлом, девушка вновь попадает в Страну чудес, в которой поселилось новое зло.
Разработка Alice: Madness Returns проходила под непосредственным руководством Американа Макги как генерального директора компании Spicy Horse. Хотя концепция и сюжетная линия игры создавались Макги в сотрудничестве с исполнительным продюсером оригинальной American McGee’s Alice Робертом Джоном Бергом, разработка дизайна и содержания игры была поручена команде художников Spicy Horse под руководством Кена Вонга. Как и в American McGee’s Alice, некоторых главных героев — Алису и Чеширского кота — на английский язык озвучили актёры Сьюзи Брэнн и Роджер Джексон соответственно. Авторами музыкального сопровождения выступили Джейсон Тай и Маршалл Кратчер, а композитор предыдущей игры — Крис Вренна — написал для Alice: Madness Returns лишь одну композицию. В Alice: Madness Returns используется игровой движок Unreal Engine 3.5, а также графическая технология ускорения физических эффектов и повышения реалистичности игрового мира PhysX.
Игра получила как положительные, так и отрицательные отзывы крупных игровых изданий. Позитивную оценку от большинства критиков получил внешний вид уровней и игровых объектов. В качестве негативных моментов были отмечены скучность и затянутость многих моментов игрового процесса.

## Игровой процесс

### Общая информация о геймплее
Alice: Madness Returns отличается от своей предшественницы American McGee’s Alice игровым процессом. Его можно разделить на две части — воображаемый, происходящий в Стране чудес, и реальный, происходящий на улицах Лондона. Город представлен в серых низкоконтрастных тонах; Страна чудес, напротив, красочна, изобилует ярким светом и глубокими тенями. В «реальности» Алиса не может применять оружие, прыжки и необычные способности, в ней отсутствуют враги Страны чудес, основной целью является раскрытие сюжета, а также разговоры с неигровыми персонажами. Как и в предыдущей игре, Алиса путешествует по линейному маршруту.
Как и в American McGee’s Alice, возможность продолжения игры определяется показателем рассудка, который заменяет очки жизни. В Alice: Madness Returns он представляет собой ветвь с некоторым количеством красных цветков — роз. По мере получения Алисой урона цветки по очереди теряют цвет и исчезают. Урон может причиняться либо врагами, либо в случае прикосновения Алисы к горячим объектам. Восстанавливается данный показатель до максимального количества цветков как автоматически (в начале глав и в некоторых других местах), так и несколькими другими способами, упомянутыми ниже. Данный максимум увеличивается при переходе в следующую главу; также существуют мини-игры, проходя которые, можно приобрести очередную единицу рассудка.
Противники вместо кристаллов силы воображения, присутствующих в первой игре, оставляют после смерти розы разных размеров и зубы. Зубы используются для улучшения оружия, а розы — для пополнения показателя рассудка. Зубы и розы также можно находить в различных разрушаемых объектах, в изобилии разбросанных по уровням. По мере прохождения игры главная героиня обнаруживает воспоминания разных категорий, раскрывающие некоторые сюжетные элементы.

Алиса в состоянии Истерии. Окружающий игровой мир приобретает черно-белый цвет, на лице у героини появляются кровавые подтеки

При малом уровне показателя рассудка у Алисы появляется возможность перейти в состояние Истерии (англ. Hysteria) на ограниченное время. Истерия даёт бонусы к атакам Алисы и возможность получать большее количество роз от убийства врагов, однако поверженные враги в этом режиме не оставляют зубов. По словам разработчиков, Истерия представляет собой моменты особого гнева Алисы и её желания победить врагов, что помогает ей удержаться на краю гибели. В режиме Истерии игровой мир приобретает оттенки двух цветов — белого и красного; по мнению разработчиков, такое сочетание символизирует кровь и ярость. Данную способность создатели игры добавили взамен Эликсира Ярости из American McGee’s Alice.
Практически с самого начала игры Алиса может уменьшаться по своему желанию и пользоваться маленькими проходами. В уменьшенном состоянии Алиса имеет способность «Чутьё крошки» (англ. Shrink View), которое «подсвечивает» невидимые в обычном состоянии секреты (в основном, платформы) и подсказки. Также в игре присутствуют Крошечные фиалки (англ. Shrink Violets), внутри которых уменьшенная Алиса может пополнять показатель рассудка.
Алиса способна совершать многократные (до 4 раз) прыжки, оттолкнувшись от поверхности лишь при первом, и парить в воздухе. Если героиня падает в пропасть или прикасается к специальным препятствиям, она превращается в стайку синих бабочек, которые улетают в разные стороны и снова соединяются в Алису, возвращаясь к предусмотренному разработчиками для данной игровой ситуации месту. В случае обнуления показателя рассудка возрождение происходит на последней контрольной точке. Алиса может превращаться в бабочек по своей воле, чтобы уворачиваться от атак противников и быстро перемещаться на небольшие расстояния.
Значительная часть геймплея уделена платформерной составляющей — многократные прыжки, активируемые рычаги, полёт по вырывающимся струям воздуха, возможность разрушения некоторых видов препятствий, преодоление разного рода платформ (невидимых, движущихся, представляющих дополнительную прыгучесть главной героине и т. д.). Встречаются и мини-игры вроде салочек или преодоления препятствий. Большая часть таких игр реализована в режиме 2D- или 2,5D- (например, «корабельный шутер») пространства. На уровнях спрятаны свиные пятачки, наполнив перцем которые, можно получить награду от Герцогини. Они характерно похрюкивают, давая знать игроку о своем местоположении.
Интерфейс игрока с Алисой реализован в режиме третьего лица. Интерактивный игровой процесс время от времени прерывается как скриптовыми роликами, так и «рисованными» (двухмерными).
В целом, время игрового процесса составляет примерно 15—20 часов.

### Оружие и враги
Как и в предыдущей игре, оружие Алисы представляет собой изменённые бытовые предметы и обнаруживается Алисой в ходе игры. Используется оно как для причинения урона врагам, так и для разрушения хрупких объектов. Оружие ближнего боя Алиса использует на манер холодного оружия, оружие дальнего боя по использованию напоминает огнестрельное, в том числе требуя перезарядки. В отличие от предыдущей игры, оружие не требует использования силы воображения (которая в данной игре отсутствует).
В распоряжении Алисы имеются два вида оружия ближнего боя: Вострый нож (англ. Vorpal blade) и Лошадка на палке (англ. Hobby horse). Арсенал дальнего боя состоит из Перечницы (англ. Pepper grinder) и Чайной пушки (англ. Teapot cannon). При первом появлении того или иного оружия отображается соответствующий рекламный плакат.
Существуют также другие предметы, которые используются Алисой, но не относятся к оружию: Часовая бомба (англ. Clockwork bomb) — взрывное устройство, отвлекающее внимание врагов от Алисы и оказывающее помощь в выполнении платформерных задач; Зонт (англ. Umbrella) — предмет, используемый Алисой на манер щита и способный отражать некоторые снаряды, посылая их обратно во врагов. На стадии препродакшна игры разработчики планировали, что Алиса сможет использовать зонт в Лондоне в качестве инструмента для совершения каких-то действий или в качестве боевого оружия, однако в окончательную версию эти идеи не попали.
При накоплении определённого количества зубов оружие можно улучшать, увеличивая его мощность. Каждое оружие может улучшаться трижды. При загрузке дополнения Weapons of Madness and Dresses Pack для каждого оружия имеется альтернативный вариант, который пользователь может выбрать.
В четвёртой главе, после увеличения своего роста, Алиса может убивать врагов и разрушать определённые объекты не используя оружие, а посредством удара рукой или ногой.
В качестве врагов (мобов) в игре выступают фантастические существа, созданные, как и безумная Страна чудес, повреждённым воображением Алисы. В отличие от предыдущей игры, для победы над большинством врагов необходимо пользоваться их слабыми местами. Количество врагов, с которыми Алиса борется одновременно, может быть различным в зависимости от сложности того или иного врага и общей сложности боевой ситуации.
Основные враги Алисы — пять видов существ разной сложности, объединённых под названием Погибель (англ. Ruin) и представляющих собой чёрные (во владениях Червонной Королевы — красные) маслянистые сгустки с торчащими из них кукольными головами и руками. Ближе к концу игры Алисе противостоит Карточная стража (англ. Card Guards), присутствующая в предыдущей игре. Кроме того, существует два вида врагов, новые особи которых появляются из стационарных предметов до тех пор, пока эти предметы не будут уничтожены игроком. Этим список врагов в игре не ограничивается.

## Сюжет
Как и предыдущая игра American McGee’s Alice, Alice: Madness Returns базируется на классических сказках Льюиса Кэрролла «Алиса в Стране чудес» и «Алиса в Зазеркалье». Однако, в отличие от произведений Кэрролла, игры представляют другой вариант Страны чудес — мрачный, наполненный жестокостью и насилием.

### Предыстория
Действие игры, как и её предшественницы American McGee’s Alice, разворачивается во второй половине XIX века. По сюжету, в 1863 году в доме маленькой девочки Алисы Лидделл и её семьи случился пожар. Родители и старшая сестра Элизабет сгорели, сама Алиса выжила, получив при этом эмоциональную травму, и, по версии врачей, заболела кататонией. В гибели родителей Алиса считала виновной себя. Девочка была отправлена в психиатрическую лечебницу Ратледж, где провела около десяти лет. В течение этого времени Алиса сумела мысленно проникнуть в Страну чудес и разобраться в себе, уничтожив Червонную Королеву.
События второй игры происходят в 1875 году, почти сразу после концовки первой. Придя в стабильное состояние, но всё ещё находясь в депрессии, Алиса выписалась из лечебницы (получив вместе с тем небольшое наследство) и поступила в приют для душевно травмированных сирот Хаундсдитч в Лондоне на попечение психиатра — доктора Ангуса Бамби. Хотя Алиса живёт нормальной жизнью, она продолжает испытывать кошмарные галлюцинации. Алиса хочет узнать причину пожара и гибели своих родителей, соединив свои воспоминания в целостную картину.

### Глава первая
В начале первой главы Алиса лежит под гипнозом Ангуса Бамби и видит кошмары — воспоминания, касающиеся пожара, а затем обезображенную Страну чудес. После выхода из гипноза Алиса говорит психиатру, что не может выбросить эти воспоминания из головы вопреки стараниям Ангуса. Бамби посылает Алису за лекарствами перед следующим сеансом. Выйдя из здания, Алиса замечает белого кота и следует за ним.
На лондонской улице Алиса встречает медсестру Уитлесс из лечебницы, которая, как сама объяснила, помогла ей устроиться в Лондоне. Во время второго разговора с Уитлесс у Алисы начинаются галлюцинации, и она оказывается в Стране чудес, в Долине слёз (англ. Vale of Tears). Алиса встречает Чеширского кота, не изменившегося со времени прошлого посещения девушкой Страны чудес. Кот объясняет ей, что в Стране чудес поселилось новое зло, после чего Алиса вновь начинает свой путь по Стране чудес, намереваясь освободить её от этого зла. В первую очередь она отправляется к Шляпнику.
Во Владениях Шляпника (англ. Hatter's Domain) Алиса находит дверь с надписью «Лидделл», за которой горит огонь. Она входит туда, после чего делает вывод, что пожар, который произошёл в её детстве, мог начаться с возгорания в её семейной библиотеке, причиной которого послужил непогасший камин.
Алиса оказывает помощь Шляпнику в возврате его механических рук и ног, отобранных Мартовским зайцем и Соней. Шляпник проводит Алису к железной дороге, и она впервые видит Адский поезд (англ. Infernal Train), который, как понимает Лидделл, мешает ей восстановить свои воспоминания в единую картину. Шляпник не объясняет ей происхождение поезда, а предлагает отправиться к Черепахе Квази, которая, по его словам, сможет об этом рассказать. После этого Шляпника, поверженных Мартовского зайца и Соню заваливает металлическими сооружениями, а Алиса начинает тонуть в чае, заполняющем всё вокруг.

### Глава вторая
Алиса приходит в себя дождливым вечером на речной пристани Лондона: двое мужчин вытащили её из реки. Алиса направляется в гостиницу, к своей няне. По дороге она встречает человека, который ругается с её няней, выглядывающей из окна. Судя по разговору, этот человек не хочет отдавать няне деньги, а она ему — «толстозадых шлюх». Когда человек отходит от окна и скрывается за поворотом, няня приветствует Алису. Затем Алиса отправляется в номер, где няня работает. У входа в здание Алиса встречает охранника Тима, зарезанного ножом. Тогда же она узнаёт, что человека, его изувечившего, зовут Джек Сплеттер. Поднявшись в апартаменты, Алиса видит распростёртую на полу няню и мужчину, с угрозами требующего у неё возврата того, что ему принадлежит. Мужчина, заметив мисс Лидделл, отходит от своей жертвы, опрокидывает на пол керосиновую лампу, ударяет Алису и скрывается. Девушка теряет сознание и вновь оказывается в Стране чудес.
Встретив Черепаху, Алиса также не узнаёт от неё ничего особенного про Поезд. Черепаха лишь рассказывает, что работала на линии, но была уволена. Рептилия высказывает предположение, что Гусеница может знать о Поезде больше и даёт билет на представление «Totentanz» (с нем. — «Пляска смерти»). Алиса отправляется к Плотнику.
Войдя во вторую встреченную дверь «Лидделл», Алиса вспоминает, как перед пожаром была в библиотеке последней. Согласно её мыслям, Алиса бросила в камин последнее полено, и оно уже догорало, когда девочка пошла спать, поэтому, если воспоминание верно, она не может быть виновна в гибели своей семьи.
По пути к Гусенице Алиса участвует в подготовке шоу для Плотника. Придя на шоу, Алиса наблюдает, как организаторы поедают зрителей. По словам Плотника, все играют отведённые им роли. В это время появляется Адский поезд, сбивает Плотника, после чего Алиса приходит в себя в реальном мире.

### Глава третья
Начало третьей главы повествует о том, как Алиса вместе с няней уезжает на повозке от горящего здания. По пути Алиса узнаёт о судьбе человека, ударившего её. На вопрос няни, почему Алиса вмешивается в эти дела, Лидделл отвечает, что хочет знать причину пожара, произошедшего в её детстве. Няня высказывает свой взгляд на ранние этапы безумия Алисы. Она упоминает о мистере Уилтоне Редклиффе, адвокате семьи Лидделл, который, убедившись в безумии Алисы, потерял интерес к её праву наследования имущества своих родителей и хитростью потратил их богатое наследство на свои нужды. Также няня упоминает, что игрушечный Кролик, которого Алиса оставила в лечебнице, находится у адвоката. Повозка останавливается у дома Уилтона, и Алиса идёт к нему. Встретившись с Алисой, Редклифф не отдаёт ей Кролика и рассказывает свою версию причины и хода пожара, зафиксированную в его докладе: причина возгорания — кошка, перевернувшая керосиновую лампу, а сестра Алисы Элизабет не смогла выбраться из комнаты, которая была заперта на ключ, и сгорела. Адвокат не отрицает, что эта версия может быть ложной, поскольку подозревает в поджоге Алису (по его словам, у неё случались психические срывы). После этого Алиса замечает, что адвокат исчез из комнаты вместе со своими вещами, и попадает в Страну чудес.
Там Алиса, оказавшись в Восточной роще (англ. Oriental Grove), продолжает путешествие к Гусенице. По пути она помогает бумажным насекомым избавиться от ос-самураев, которые истребляют их. Также Алиса встречает очередную дверь с надписью «Лидделл», за которой вспоминает, что её кошка Дина не явилась причиной возгорания и лампа в этот момент находилась не в библиотеке. Перед началом пожара кошка выпрыгнула через окно, спасая тем самым жизнь Алисе, и во время его начала Дина находилась вместе с Алисой в комнате последней.
Добравшись до Гусеницы, Алиса разговаривает с ней, находящейся в коконе. Гусеница отправляет Алису к Червонной Королеве, которая, по словам сказочного существа, может помочь остановить поезд. После этого Гусеница превращается в бабочку и улетает. В конце ролика показано, как реальная Алиса, находясь в тюремной камере, смотрит на бабочку за окном.

### Глава четвёртая

Арт к игре Alice: Madness Returns, на котором изображён замок Червонной Королевы, Чеширский кот и Алиса

Из разговора полицейских, закрывших Алису в тюремной камере во время её галлюцинаций и стороживших эту камеру, девушка узнаёт о том, что ранее полицией был пойман некий Джек Сплеттер за убийство. Ведомый полицейскими, он оправдывался, но, увидев Алису, которая тем временем тоже попала в полицию, начал обвинять её. Алиса ответила резко, но затем упала в обморок. После этого рассказа полицейские отпускают Алису к доктору Бамби. Выйдя из здания тюрьмы, Алиса теряет сознание. Она оказывается в Стране Червонной Королевы (англ. Queensland) и следует к её владелице.
По пути Алиса встречает очередную дверь с надписью «Лидделл», за которой вспоминает, что сестра Элизабет не могла задохнуться от дыма: комната Элизабет находилась дальше от центра пожара, чем комната Алисы. Элизабет не могла погибнуть от пламени, поскольку всегда держала дверь открытой и знала, что в случае опасности выбраться из дома можно через окно. Алиса делает вывод, что кто-то убил Элизабет, закрыл её комнату на ключ и затем устроил пожар, чтобы скрыть своё преступление.
Алиса встречается с Червонной Королевой и разговаривает с ней. Королева утверждает, что кто-то управляет Алисой в реальной жизни и виноват в её бедах, а также намекает Алисе на того, кто является главным виновником её безумия.

### Глава пятая
После ряда воспоминаний Алисе начинает казаться, что она находится в больнице, без волос и в смирительной рубашке. По дороге через коридоры лечебницы девушка встречает знакомых ей людей, которые пересказывают Алисе её воспоминания. Затем Алиса видит себя на туманной лондонской улице в своём привычном обличье. Идя по улице, она встречает обезображенную куклу-девочку без нижней половины тела, которая говорит, что новое зло, правящее Страной чудес, превзошло прошлый гнёт Червонной Королевы. После этого Алиса возвращается в Страну чудес, появившись в её новой области — в Кукольном доме (англ. Dollhouse).
По дальнейшему пути Алиса встречает группу безумных детей (англ. Insane Children), лидер которых даёт смутное описание главного воплощения зла в сознании Алисы — Кукольника (англ. Dollmaker) — и показывает путь к нему.
Пройдя все препятствия, встреченные в Кукольном доме, Алиса натыкается на дверь с надписью «Лидделл», за которой вспоминает, что у поджигателя имелся ключ от комнаты Элизабет. Именно этим ключом доктор Ангус Бамби, ранее бывший студентом, гипнотизировал Алису, заставляя её забыть о случившемся. Алиса делает вывод, что Бамби является поджигателем.
Выйдя через дверь и пройдя небольшой путь, Алиса встречается с Кукольником — воплощением Ангуса Бамби в Стране чудес. Она обвиняет Кукольника в том, что Бамби скрыл от Алисы правду и пытался стереть память ей и другим пациентам, делая из них проститутов на продажу. Кукольник признаёт её обвинения как правду, объясняя свои деяния необходимостью удовлетворения аппетитов всех слоёв общества. Он говорит, что Адский поезд создан Алисой, в то время как Кукольник лишь направляет его по определённому маршруту и расписанию. Алиса пытается остановить Поезд.

### Глава шестая
В шестой главе Алиса появляется на улице Лондона, по которой бродят призраки в виде маленьких детей с бирками на шеях. Возле железной дороги главная героиня встречает Ангуса Бамби. На обвинения Алисы в стирании памяти и лишении свободы маленьких детей Бамби отвечает насмешливо, называет Алису сумасшедшей и говорит, что его работа закончена. Алиса заявляет ему, что доктор не сможет обмануть и эксплуатировать её так, как остальных. Антагонист отвечает, что разум Алисы уже изменён его вмешательством, и доказывает, что Алиса не сможет восстановить справедливость. Также речь касается Элизабет, которую Бамби перед тем, как убить, изнасиловал. Алиса обещает Ангусу, что он ответит за свои злодеяния.
Одновременно Алиса находится в Стране чудес, в Адском поезде. Там она встречает Шляпника, бывшую Гусеницу и Червонную Королеву, обращается к ним за советами. Они обвиняют девушку в бездействии и разрушении Страны чудес. Более того, из ролика становится ясно, что маленькая Алиса в ночь пожара видела Бамби, пробирающегося в комнату Лиззи, но от страха ничего не смогла предпринять. Пробравшись в переднюю часть Поезда, Алиса сражается с Кукольником и побеждает его. Кукольник падает под колёса Адского поезда, останавливая его. В реальном мире Алиса забирает у Бамби ключ от комнаты Элизабет, после чего перевоплощается в свой сказочный образ и толкает Ангуса Бамби под прибывающий поезд.
После этого Алиса возвращается во двор. Она видит яркое цветущее окружение, после чего Чеширский Кот заявляет, что вернуться в реальность она больше не сможет, и что Страна чудес на какое-то время в безопасности.

## Разработка и поддержка игры

### Концепция игры

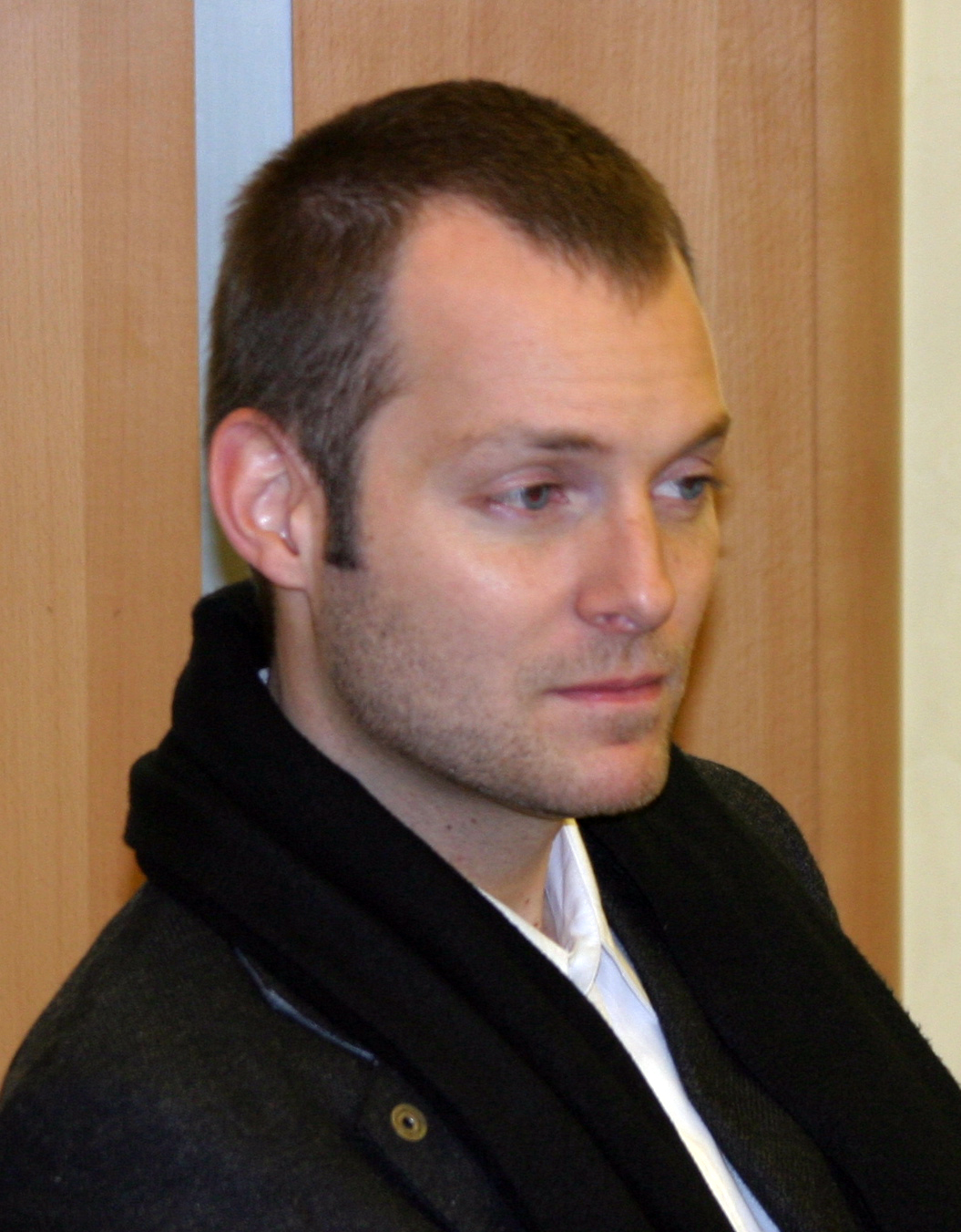
Американ Макги — автор и один из разработчиков идеи и концепции игры, генеральный директор Spicy Horse

По словам руководителя разработки Alice: Madness Returns Американа Макги и исполнительного продюсера Р. Дж. Берга, создание игры началось с того, что компания Electronic Arts заявила о желании выпустить новую игру об Алисе, которая, в отличие от оригинала, предназначалась бы не только для ПК, но и для игровых приставок. Это было принято Американом Макги и Р. Дж. Бергом с воодушевлением. Они начали развивать идею игры: вносить предложения, заботиться о различных логистических вещах. Начальная работа над игрой продлилась приблизительно 18 месяцев. Разработчики подтвердили, что Alice: Madness Returns — не перезапуск оригинальной игры, а именно её продолжение. Американ Макги сообщил, что для понимания сюжета новой игры прохождение старой необязательно.
Согласно словам разработчиков, игра не наследует никаких сюжетных идей из фильма Тима Бёртона «Алиса в Стране чудес». Премьера фильма состоялась во время разработки Alice: Madness Returns, его сюжет часто сравнивается публикой с сюжетом игры American McGee’s Alice, и, по мнению многих поклонников игры, некоторые детали сюжета фильма заимствованы из Alice. Американ Макги сообщил, что игра Alice: Madness Returns начала планироваться и разрабатываться задолго до анонса фильма. Развитие и концептуальное направление сиквела берут начало в оригинальной игре, её основные идеи с тех пор остаются неизменными. Фильм не может претендовать на творческую территорию разработчиков игры; существует достаточно причин, чтобы игра имела собственное содержание и аудиторию, отличные от данного фильма.
По словам Американа Макги, одно из отличий Alice: Madness Returns от оригинальной игры в том, что в American McGee’s Alice Алиса преодолевает свои психологические фантазии, а во второй игре она должна сохранить или получить контроль над реальным, физическим миром. По замыслу разработчиков, атмосфера окружения в новой игре должна была изменяться в зависимости от характера текущих воспоминаний Алисы, которые можно разделить на счастливые и гнетущие.

### Общая информация о разработке
Подготовка к разработке игры (пре-продакшн) началась в середине 2008 года, когда проект ещё не имел названия. После окончания работы над игрой American McGee's Grimm штат художников Spicy Horse был расширен. Художественным директором игры стал Кен Вонг (англ. Ken Wong), с которым Американ Макги познакомился после создания American McGee’s Alice и вместе с которым работал над проектом American McGee’s Oz до момента его закрытия, а затем и над первыми проектами компании Spicy Horse.
19 февраля 2009 года игра была неожиданно анонсирована компанией Electronic Arts как сиквел American McGee’s Alice. Компании Electronic Arts и Spicy Horse объявили о подписании соглашения, посвящённого разработке и изданию нового продукта, базирующегося на вышеупомянутой игре. Сообщалось, что выход игры запланирован на персональных компьютерах, а также на игровых приставках PlayStation 3 и Xbox 360. О таких планах заявил исполнительный директор Electronic Arts Джон Риччитьелло во время саммита DICE в тот же день. Директор компании Spicy Horse Американ Макги, руководивший разработкой предыдущей игры и согласившийся взяться за создание новой, подтвердил её рабочее название — The Return of American McGee’s Alice (рус. Возвращение Алисы Американа Макги).
По словам Кена Вонга, после того, как с компанией Electronic Arts было подписано соглашение о создании игры, проект был временно заморожен издателем по причине мирового финансово-экономического кризиса и несколько месяцев спустя возобновлён. 15 июня 2010 года EA зарегистрировала товарный знак Alice: Madness Returns. 20 июля Spicy Horse и Electronic Arts официально анонсировали игру под названием Alice: Madness Returns, выход которой был назначен на 2011 год для персональных компьютеров и игровых приставок PlayStation 3 и Xbox 360. На презентации Tokyo Game Show, прошедшей 1 марта 2011 года, компания Electronic Arts назвала официальную дату выхода игры — 14 июня 2011 года. В начале марта 2011 года Американ Макги сообщил, что значительная часть команды разработчиков уже закончила работу над игрой, исключения — 10-15 человек, которые ещё завершали свою часть работы.
Некоторые разработчики игры принимали участие и в работе над оригинальной American McGee’s Alice. Автором сценария совместно с Макги выступил Р. Дж. Берг. При озвучивании персонажей роль Алисы сыграла актриса Сьюзи Брэнн, роль Чеширского кота — американский актёр озвучивания Роджер Джексон. Герцогиню и Червонную Королеву в обеих играх озвучила Энни Лонг.
По словам Американа Макги, стоимость разработки данной игры для Electronic Arts в Китае составила около 15 млн. долларов США. Макги отметил, что если бы игра разрабатывалась в США, стоимость проекта составляла бы около 30 млн долларов. Alice: Madness Returns является первой игрой для консолей, полностью разработанной в Китае для экспорта.
В одном из интервью Американ Макги обозначил значительное различие между его участием в разработке игр American McGee’s Alice и Alice: Madness Returns. Макги не участвовал в процессе реализации проекта оригинальной игры компанией Rogue Entertainment, наблюдая за ним со стороны и оказав свою помощь лишь при окончании разработки. В создании сиквела геймдизайнер принимал участие непосредственно, поскольку являлся исполнительным директором Spicy Horse. По словам Макги, процесс создания игры в целом проходил по плану: разработчики никогда не отставали от графика.
По собственным словам, на очень ранней стадии разработки упаковку розничной версии Alice 2 Американ Макги планировал оформить в виде коробки кубической формы, внутри которой виднелась бы объёмная голова Чеширского кота. Информацию об этом и концепт-арт такой упаковки геймдизайнер обнародовал в апреле 2013 года.
В марте 2011 года Макги заявил, что игра Alice: Madness Returns является последним масштабным высокобюджетным проектом компании Spicy Horse. После него студия планирует ограничиться разработкой условно-бесплатных, онлайновых, казуальных игр.

### Разработка дизайна и содержания игры

#### Игровой мир и видеоролики

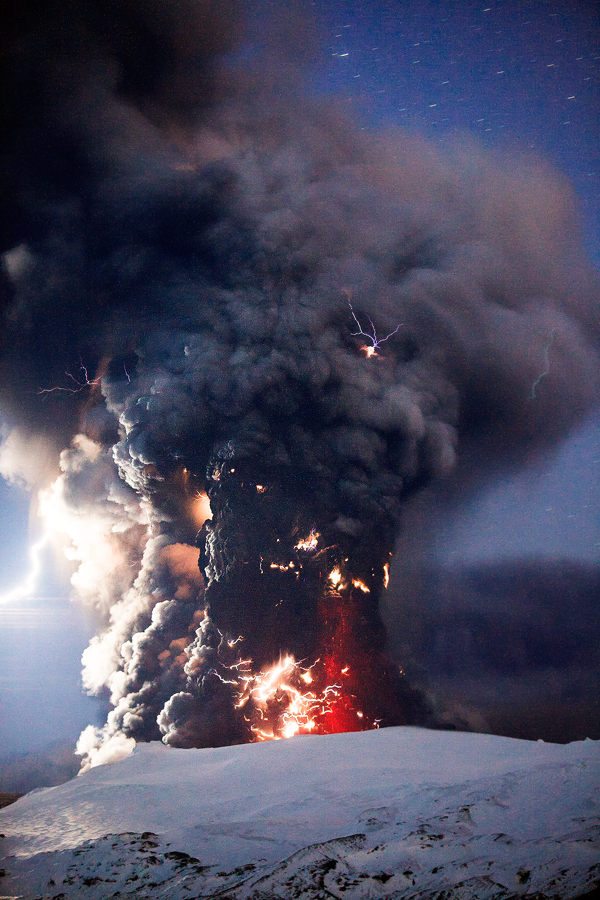
Дизайн появления Адского поезда был вдохновлён извержением исландского вулкана 2010 года

Для работы над новым проектом арт-разработчики, по собственным словам, решили остановиться на сюрреалистическом стиле с сильным влиянием так называемой викторианской готики. На стадии пре-продакшна дизайнеры изучали работы различных иллюстраторов сказок Льюиса Кэрролла, включая классическую серию иллюстраций Джона Тенниела, исследовали различные экранизации и адаптации этих сказок, включая первую игру American McGee’s Alice (поскольку к её разработке художники Spicy Horse не имеют отношения), а также обращались к произведениям, не относящимся к «Алисе в Стране чудес».
Разработчики делят Страну чудес на несколько главных областей, а также на несколько маленьких; одни знакомы игрокам по предыдущей игре, другие являются полностью оригинальными. Дизайн каждой области строится вокруг специфических цветов, материалов и фигур, контролируется определёнными стилевыми правилами и цветовыми скриптами. При проектировании Страны чудес разработчики придерживались заранее установленных правил: в частности, они решили делать вещи простыми, пытаясь не перестараться с дизайном, а также приняли решение не добавлять в Страну чудес каких-либо демонов и любые другие элементы, связанные с религией. Художники старались угодить как фанатам American McGee’s Alice, так и игрокам консолей, на которые предыдущая игра к тому времени не была портирована.
Как и в предыдущей игре, дизайн уровней, находящихся во Владениях Шляпника (англ. Hatter's Domain, первая глава), выполнен с сильным влиянием стиля «чайников и чашек», с присутствием часовых и других механизмов; многие из этих механизмов двигаются, некоторые являются препятствиями для главной героини. Дизайн и декорации театра, находящегося на одном из подводных уровней второй главы, вдохновлёны театрами и опереттами XIX века. Во время создания замка Червонной Королевы, находящегося в области под названием «Страна Королевы» (англ. Queensland), разработчики черпали вдохновение из работ польского художника Здзислава Бексиньского, который в своих пейзажах смешивал архитектуру и органические материалы. Как и в предыдущей игре, дизайн замка, основанный на готической архитектуре, включает в себя элементы, сделанные из плоти.
Для создания Восточной рощи (англ. Oriental Grove) была выбрана соответствующая, восточная, тема. Дизайн этой области основан на элементах традиционной китайской, японской и других восточных культур. При разработке дизайна Востока между западными и китайскими художниками, работающими в команде, возникали противоречия: те образы, в которых западные дизайнеры видели нечто особенное, подходящее для воплощения глазами британки Алисы, китайцы считали обычным делом. Более того, западные дизайнеры хотели видеть в игре не чисто китайскую культуру, а смесь восточных культур (как её видел бы викторианец), что усложнило задачу.
При создании небольшой области «Больница» (англ. The Asylum) дизайнеры хотели, чтобы действие игры перемещалось между «реальным» видом больницы, виденным Алисой, и сюрреалистическим, который героиня представляет себе. Интерьер Больницы также был представлен в двух экземплярах. При создании этой области игры разработчики почерпнули вдохновение из изображений, созданных европейским художником Готфридом Хельнвайном. На дизайн Кукольного дома (англ. Dollhouse) и его обитателей повлияли работы Марка Райдена и других художников того же профиля, а также режиссёров-аниматоров братьев Квей. Также разработчики ссылались на дизайн викторианских кукольных домиков.
Адский поезд (англ. Infernal Train) появился в игре в первую очередь потому, что дизайнеры хотели заимствовать некоторые элементы из «Алисы в Зазеркалье», в числе которых оказался и поезд. Также на идею и концепцию Адского поезда повлияло Ничто из повести Михаэля Энде «Бесконечная история», которое по сюжету произведения постепенно уничтожает сказочную страну. Первый концепт поезда был создан Суном Гуолиэнгом на начальных этапах разработки и стал основой для проектирования игровой версии объекта. Манера появления поезда на экране (вихрь с красными молниями) вдохновлёна фотографиями извержения исландского вулкана Эйяфьядлайёкюдль 2010 года.

Скриншот из игры, изображающий дизайн игрового Лондона и внешний вид «реальной» Алисы

В новой игре Американ Макги хотел не только увидеть Страну чудес, но и исследовать мир вне сказки. Поскольку действие игры происходит в Лондоне второй половины XIX века, художники начали работать над дизайном этого города, стремясь показать его недружелюбие и мрачность в эту эпоху. На создание лондонского дизайна и игрового процесса дизайнеров отчасти вдохновили декорации Парижа из фильма «Парфюмер: История одного убийцы», а также дизайн и освещение в фильме «Оливер!». В творческих поисках разработчики также обращались к таким кинофильмам, как «Оливер Твист» режиссёра Романа Полански, «Человек-слон» Дэвида Линча и «Шерлок Холмс» Гая Ричи. Также они ссылались на реальные документы и вещи, отображающие архитектуру, моду и дизайн викторианского Лондона, и изучали карты пространства для работы над местностью. По словам Кена Вонга, в Alice: Madness Returns игроки могут найти много связей между дизайном Лондона и Страны чудес.
Все видеоролики игры реализованы в виде двухмерной мультипликации. Решение делать сцены синематики в таком виде разработчики приняли из-за того, что на создание 3D-сцен у них не хватило бы времени по причине их загруженности работой над интерактивной частью игры. Команда приняла решение организовать малую группу дизайнеров, которая должна была заниматься непосредственно работой над видеороликами. Для этого к разработке присоединился бразильский сотрудник Spicy Horse Феллип Мартинс, возглавив работу над сценами синематики. Также по созданию видеороликов разработчикам оказывал помощь сотрудник шанхайской кинокомпании Fly Films Эдвард Джойн. При создании роликов широко использовались макеты объектов, а эффекты огня в этих сценах реалистичны.

#### Обитатели игрового мира
Многие основные персонажи Страны чудес пришли в игру из American McGee’s Alice — например, Шляпник и его подопытные Мартовский заяц и Соня; эти три персонажа встречаются в области Страны чудес, называемой Владениями Шляпника. Дизайнер Вонг Шенгуа предлагал изобразить Шляпника в виде гигантского робота на колёсах, однако в итоге за основу был взят внешний вид персонажа из предыдущей игры. Два других персонажа приобрели механические органы и части тела. Мартовский заяц получил механически модифицированные ноги с пружинами, улучшающими его прыжки, а также держит в руке большую стрелку часов. Соня же обзавелась двумя колёсами вместо задних лап и заводным ключом в спине. Изначально Мартовский заяц и Соня, которые по сюжету являются врагами главной героини, должны были, соединившись в одного робота-босса, сойтись в схватке с Алисой. Однако реализация процесса соединения оказалась слишком сложной, и в финальной версии Заяц и Соня управляют механизмами, препятствующими девушке, без непосредственного контакта с ней, а задуманный робот-босс всё же появляется в игре, но после появления разваливается, и битва с ним не происходит.
Роль Герцогини в начальных разработках игры отсутствовала, но, тем не менее, разработчики создали концепты, согласно которым Герцогиня вместе с её младенцем-поросёнком (из оригинальных сказок) должна была жить на одном из подводных уровней, купаясь в ванной, оформленной в викторианском стиле. Позже Герцогиню было решено включить в игру, поместив в Долину Слёз, где она в окончательной версии игры дарит Алисе Перечницу и даёт квест. Гусеницу, также заимствованную из первой игры, разработчики поместили в Восточную рощу и придали ей соответствующее оформление: персонаж имеет длинную бороду, курит старомодную китайскую трубку, дизайн тела имеет некоторые восточные элементы. Когда Гусеница превращается в бабочку, в узоре её крыльев присутствуют элементы пекинской оперы.
По замыслу разработчиков, Червонная Королева не была полностью побеждена в предыдущей игре, и теперь в своём замке постепенно восстанавливает силы. Изначально дизайнеры планировали придать Королеве образ старой умирающей женщины, однако Американ Макги предложил изобразить её юной девочкой. В итоге разработчики решили сделать Червонную Королеву похожей на юную Алису.
Среди полностью оригинальных персонажей можно выделить мобов. Так одноглазые чайники появились в результате решения дизайнеров сделать врагов на основе типичных для Владений Шляпника чайников и чашек, а также желания представителя команды Суна Гуолиэнга создать одноглазого монстра. Проблематичной явилась реализация походки данного моба с тремя ногами. Дизайн Ос-самураев, обитающих в Восточной роще, основан на традиционном внешнем виде самураев. Все виды Погибели (англ. Ruin), встречающиеся во всех областях игры, по словам разработчиков, сюжетно порождены Адским поездом. Прежде чем получить окончательный внешний вид данных монстров, дизайнеры перепробовали множество комбинаций частей кукол и масляных фигур. На создание таких существ разработчиков отчасти вдохновил Безликий — персонаж аниме «Унесённые призраками».
Среди новых боссов в игру включена Императрица ос (англ. Wasp Empress). Её дизайн содержит японские черты и был вдохновлён персонажем Люси Лью в фильме «Убить Билла». Изначально Императрица ос планировалась как Чернильная оса (англ. Samurai Ink Wasp, один из игровых мобов) белого цвета. Финальный босс игры, Кукольник (англ. Dollmaker), по словам разработчиков, был спроектирован очень поздно. Во время создания этого персонажа у дизайнеров возникало много проблем относительно его соответствия всем требованиям. Кен Вонг оценивает дизайн Кукольника как один из самых впечатляющих дизайнов в игре.
Представителям Лондона художники старались придать карикатурный вид, для чего долго искали соответствующий анатомический стиль. Они давали персонажам изношенную, испачканную одежду, делали кожу морщинистой, а волосы — взъерошенными. В качестве источников вдохновения дизайнеры использовали игрушки коллекционеров и карикатуры викторианского периода; также разработчики приметили Хогла — персонажа из фильма «Лабиринт».

#### Алиса и её оружие
При создании Алисы разработчики сталкивались с проблемами. Сначала они хотели «портировать» модель главной героини из American McGee’s Alice, однако в связи с различием между разрешениями экранов разных времён это казалось нелёгкой задачей. Дизайнеры изучали различные изображения Алисы Американа Макги, включая игрушечные фигурки, причём во всех изображениях имелись свои отличия и нюансы. В результате каждый из художников имел собственный взгляд на то, как должна выглядеть их Алиса, и это привело к долгим спорам между ними.
Основным костюмом главной героини в Стране чудес было решено оставить голубое платье из American McGee’s Alice. Основной костюм Алисы в новой игре состоит из четырёх отдельных слоёв: фартук, платье, юбка и лосины (верх последнего исчезает в темноте). На карманах фартука изображены символы небесных тел. Такая особенность фартука Алисы присутствует и в предыдущей игре, однако, по словам Кена Вонга, если в American McGee’s Alice символы ничего не означали, то в Alice: Madness Returns дизайнеры выбрали определённые знаки, уделив внимание их значению. Так астрономический символ Юпитера (), изображённый на левом кармане, означает умственное совершенствование; на правом кармане изображён символ, которым польские астрологи обозначают Эриду (), он связан с борьбой и разногласиями.
Было решено представить главную героиню не только в классическом голубом, но и в других платьях. Изначальный набор костюмов был представлен в четырёх разновидностях, включая классическую голубую, при этом платье по начальным задумкам должно было меняться в зависимости от выбранного игроком оружия. Это не очень понравилось дизайнерам, и они решили давать Алисе уникальное платье в разных частях Страны чудес, что отчасти было вдохновлёно американским фильмом «Клетка». Набор стандартных костюмов полностью поменялся (неизменным осталось лишь голубое платье) и стал насчитывать шесть разновидностей, включая классическую. Позже набор костюмов пополнили платья, вошедшие в дополнение Weapons of Madness and Dresses Pack, а также платье для режима Истерии. В Лондоне Алиса представлена как хрупкая безобидная девушка в обычном сером платье, соответствующем окружению. В ряде сцен Алиса предстаёт обритой налысо и одетой в смирительную рубашку — данная модель героини также была создана за несколько этапов.
Оружие Алисы по изначальным задумкам должно было соответствовать картам Таро. Дизайнерами было разработано четыре таких набора оружия. Одно и то же устройство могло иметь режимы ближнего и дальнего боя. Однако позже из-за художественной ограниченности карт Таро разработчики отвергли данную идею. Руководящим принципом художников при создании конечных версий оружия была его причудливость и сюрреалистичность. По словам художника Льюиса Мэло, дизайнеры стремились ввести в качестве оружия несуществующие устройства, связанные с технологиями викторианской эпохи, что явилось причиной создания рекламных плакатов, отображающихся на экране при первом приобретении оружия Алисой.

#### Вырезанное содержимое
По словам Кена Вонга, некоторые элементы были вырезаны из игры — частично из-за времени игрового процесса, частично по причине технических проблем, частично — потому, что они «не совсем соответствовали направлению, в котором игра продвигалась в то время». Например, на стадии препродакшна дизайнеры планировали сделать игровой мир несколько более обширным по сравнению с результатом: в частности, планировался уровень на Луне, а также уровень, названный именем имп-арт-художника Маурица Эшера. В подводные локации Страны чудес разработчики хотели включить дополнительного босса — Кракена, который преследовал бы Алису по всему уровню и умел плеваться ядом или создавать электрические разряды; однако Кракен был вырезан по причине нехватки времени разработки и технических проблем реализации.
Во время разработки планировалось предоставить Алисе большее количество геймплейных возможностей, чем получилось в результате. В частности, Алиса могла бы пробивать стены не оружием, а просто проходя через них (как на суше, так и под водой). Героиня использовала бы зонт для некоторых геймплейных действий как в Стране чудес, так и в Лондоне. Гигантская Алиса могла бы метать Карточных Стражей в толпу остальных, а также поднимать тяжёлые камни и бросать их в толпу или в крепости Карточных Стражей.
В некоторых частях подводных локаций Алиса могла бы плавать, подобно русалке, однако на фоне технических проблем с конструированием дизайна подводного мира разработчикам пришлось отказаться и от этого — Алиса и другие персонажи всё так же ходят и бегают по карте. В Больнице, по первоначальному замыслу разработчиков, Алиса была бы способна взрывать других пациентов, глядя на них, однако у разработчиков на это не хватило времени. Во время разработки планировалась мини-игра, в которой Алиса, бегущая по рельсам, уклоняется от движущихся навстречу колёс. Также было запланировано несколько внутриигровых головоломок, не вошедших в игру.
В бета-трейлере игры, попавшем в Интернет в мае 2011 года, показаны многие детали, отсутствующие в окончательной версии игры. Это незнакомые локации или части локаций, Белый Кролик в качестве персонажа в Стране чудес, драки и погони в Лондоне.

### Трейлеры
1 ноября 2009 года в СМИ появилась информация об открытии сайта, на котором были выложены концепт-арты и тизер-трейлер будущей игры. Трейлер изображает Алису, лежащую на больничной койке с закрытыми глазами, и врача, пишущего клинический журнал. Электрическая лампа на потолке начинает мигать, Алиса пробуждается и видит на потолке многоножку, а на месте врача — Чеширского кота, который обращается к Алисе. В трейлере указано время выхода игры — 2011 год. Сайт и всё его небольшое содержимое позиционировались как официальные. 4 ноября Американ Макги написал в своём блоге, что данный тизер, выложенный несколькими сайтами, был подготовлен одним из фанатов, и разработчики не имеют к нему отношения. По словам Макги, видео не содержит никакого окончательного художественного стиля игры и элементов сюжета. Был назван создатель тизера — Трой Морган.
Первый официальный трейлер игры был выпущен разработчиками 21 июля 2010 года. Он создан с использованием CGI и длится 30 секунд. Видео начинается с качания ключа. Слышен закадровый мужской голос: «Три… два… один… Алиса, расскажи мне о Стране Чудес». Крупным планом показывается Алиса, которая открывает рот, и из него льётся кровь и выпадают зубы. Камера наезжает в нутро протагониста, и видео заканчивается вопросом: «Что ты наделала?».
Второй официальный трейлер был продемонстрирован 15 сентября 2010 года на Tokyo Game Show. В нём показано, как Алиса, проходящая мимо магазина, замечает в витрине игрушечные модели Шляпника, Сони и Мартовского зайца, изображающие чаепитие. В отражении витрины Алиса замечает силуэты умерших родителей, однако, обернувшись, она никого не обнаруживает. Витрина вспыхивает, неожиданно появившиеся оттуда щупальца хватают мисс Лидделл и утаскивают. Как и предыдущее видео, трейлер оканчивается вопросом: «Что ты наделала?».
Третий официальный видеоролик игры был опубликован 14 февраля 2011 года сайтом телеканала MSNBC. В нём показано, как Алиса просыпается на листе виктории, после чего находящаяся неподалёку Гусеница, увидев главную героиню, начинает разрушать близлежащую местность. После Алиса, сидящая за столом во время чаепития, нападает на одноглазый чайник.
Четвёртый трейлер под названием Beautiful Insanity (с англ. — «Красивое безумие») разработчики опубликовали 4 марта 2011 года. Он состоит из фрагментов вступительного игрового видеоролика, а также из сцен игрового процесса. Четвёртый трейлер является первым видеороликом, в котором были обнародованы детали геймплея Alice: Madness Returns.
В мае 2011 года в Интернет попал трейлер бета-версии игры. Трейлер представляет собой нарезку игрового процесса, при этом в нём присутствует множество деталей, не вошедших в окончательную версию игры: персонаж Белый Кролик, плавающая в воде Алиса, драки и погони в Лондоне, а также отсутствующие в игре фрагменты локаций.
13 мая в Интернете появился десятиминутный видеоролик, демонстрирующий начало будущей игры и содержащий в том числе геймплей начала игры. 17 мая на официальном канале EA в YouTube появился «кинематографический» трейлер (англ. Cinematic Trailer), совпадающий по содержанию с начальной заставкой игры. 27 мая в том же источнике был опубликован трейлер, демонстрирующий боевую систему; он содержит битву Алисы против Карточных Стражей в присутствии Доспешного (усиленного) Стража, битву против босса Ос-самураев и сражение против Колоссальной Погибели, в котором Алиса применяет способность Истерии. 2 июня сайт G4tv опубликовал эксклюзивное видео, показывающее первые 15 минут игры. Вместе с ним был опубликован небольшой трейлер, показывающий некоторые мини-игры, входящие в состав Alice: Madness Returns. 3 июня разработчиками был опубликован финальный трейлер игры, содержащий сцены игрового процесса.
В январе 2013 года Американ Макги публично обвинил маркетологов компании Electronic Arts в том, что они исказили суть игры, представив её в рекламных роликах как хоррор. По его словам, в деятельность компании Shy the Sun, занимавшейся созданием рекламных роликов для игры, вмешался маркетинговый отдел EA, заставив компанию сделать видеоролики более «ужасными», чем это было необходимо. Заявление Макги получило широкое распространение в СМИ. По словам геймдизайнера, ему было отправлено несколько писем от Electronic Arts, в которых было высказано недовольство его заявлением. На следующий день Американ Макги извинился перед Electronic Arts; по словам геймдизайнера, ему не понравилось то, что создатели видеороликов представили Алису совсем не так, как её представлял сам Макги.

### Презентации
До выпуска игры контент Alice: Madness Returns был частично презентован 15 сентября 2010 года на выставке Tokyo Game Show. Журналистам были представлены две области игры: первая из них содержала более спокойную местность Страны чудес, действиями Алисы руководил Чеширский кот; вторая показанная область принадлежала Безумному Шляпнику и была заполнена лавой и различными механизмами.
Демонстрационная версия Alice: Madness Returns была показана 1 марта в Сан-Франциско на мероприятии Game Developers Conference 2011 года. 4 марта 2011 года сайт IGN опубликовал две видеозаписи игрового процесса демоверсии игры, показанной на GDC. На этих видеороликах видно, как в начале демонстрационной версии Алиса движется по уровню, преодолевая платформерные препятствия и демонстрируя особенности прыжков, а также способность «Чутьё Крошки». Затем Алису дважды встречают группы врагов, состоящие из Карточных Стражей и Погибели, с которыми героиня расправляется, демонстрируя новую боевую систему. Заканчивается демонстрация появлением Палача, который гонится за Алисой, после чего та увеличивается в размерах благодаря пирогу и раздавливает монстра. Кроме показа данного демонстрационного примера разработчики открыли журналистам и некоторую иную информацию, связанную, в основном, с геймплеем будущей игры. Также на мероприятии была названа официальная дата выхода игры — 14 июня 2011 года.
7 апреля 2011 года в Лондоне прошла выставка EA Showcase, где состоялась презентация игры. В ходе презентации стали известны некоторые новые особенности геймплея.

### Выпуск, продажи и дистрибуция
Первый выпуск Alice: Madness Returns состоялся 14 июня в Северной Америке для персональных компьютеров. В день выхода игры компания Electronic Arts организовала онлайн-конференцию с Американом Макги на своём официальном сайте, где пользователи могли задавать ему вопросы по игре. 16 июня игра вышла в Австралии, 17 июня — в Европе, 21 июля — в Японии. ПК-версия в Steam в Америке стала доступна 17 июня 2011 года. 13 декабря проект в версии для PlayStation 3 появился в сервисе PlayStation Store в США, а спустя один день, 14 декабря 2011 — в Европе. Также 13 декабря проект в версии для Xbox 360 появился в Xbox Live Marketplace. Оригинальная игра была издана на английском, французском, немецком, итальянском, испанском и японском языках.
В первую неделю продаж Alice: Madness Returns дебютировала в списке самых продаваемых игр через Steam на 9 месте. По итогам следующей недели игра достигла четвёртой позиции в этом рейтинге, после чего выбыла из первой десятки. В первую неделю Xbox-версия Alice: Madness Returns была продана во всём мире 57 тысячами экземпляров, заняв в чарте продаж 15 место, а PlayStation-версия — 42 тысячами экземпляров, заняв 18 место. В Северной Америке, согласно ресурсу Gamasutra, игра по динамике продаж PC-версии по итогам первых четырёх дней заняла пятую строку, а версия для PlayStation 3 в последнюю неделю июня 2011 года оказалась на втором месте. В США версия для Xbox 360 в первую неделю продаж заняла 8 место с 39 тысячами проданных экземпляров, а версия для PlayStation 3 — 15 место с 27 тысячами. В Европе в первую неделю продаж Xbox-версия игры заняла 33 строку, а PlayStation-версия — 47. В великобританском всеобщем чарте продаж ПК-игр Alice: Madness Returns по итогам первой недели оказалась на 14 месте. В первый день продаж игры в Японии версия для Xbox 360 по динамике продаж заняла первое место, версии для двух других платформ — по третьему месту. По итогам первой недели продаж PS-версия в Японии заняла 10 место с 19 тысячами проданных экземпляров, а Xbox-версия — 18 место с 9 тысячами. Согласно сайту VG Chartz, по состоянию на 14 июня 2013 года за всё время в мире было продано приблизительно 870 000 экземпляров игры под все платформы.
Дистрибьютором игры в России выступила компания 1С-СофтКлаб. В российские магазины лицензионная версия Alice: Madness Returns поступила без локализации. Отсутствие официальной русскоязычной версии игры было освещено на нескольких крупных форумах (в том числе на форумах официального сайта Soft Club и русскоязычного сегмента сайта компании-издателя), однако Electronic Arts его никак не прокомментировала. Ранее, в феврале 2011 года, сайт GotPS3.ru, ссылаясь на собственный источник в Electronic Arts, сообщил, что русскоязычная локализация игры издателем не планируется.

### Сопутствующая продукция
Чтобы помочь аниматорам изучить движения персонажей, компанией Spicy Horse на ранних этапах разработки игры была создана модель платья Алисы в натуральную величину. Платье также использовалось для подготовки актёров к процедурам захвата движения.
17 мая 2011 года в продаже появился официальный артбук The Art of Alice: Madness Returns от издателя Dark Horse Comics. Книга насчитывает 184 страницы и содержит концепт-арты персонажей игры, противников, оружия и других игровых объектов, а также комментарии разработчиков к ним и некоторую информацию о разработке игры. Над созданием артбука работал арт-директор игры Кен Вонг (англ. Ken Wong), художники Сун Гуолиэнг (англ. Sun Guoliang), Льюис Мело (англ. Luis Melo), Хонг Ли (англ. Hong Lei), Ву Юэхен (англ. Wu Yuehan), Бен Керслейк (англ. Ben Kerslake), Наоко (англ. Nako), Тайлер Локетт (англ. Tyler Lockett), Филип Мартинс (англ. Fellipe Martins), Пу Джинсонг (англ. Pu Jinsong), Вонг Шенгуа (англ. Wang Shenghua), Юан Шаофенг (англ. Yuan Shaofeng), Джин Ли (англ. Jin Lei).
20 мая в рамках рекламной кампании игры состоялся выпуск приложения для операционной системы Apple iOS Alice: Madness Returns Interactive Story, о чём в тот день было объявлено на официальном сайте Американа Макги. В приложении представлен пересказ событий, происходящих в промежутке между окончанием American McGee’s Alice и началом сиквела. Программа является электронной книгой, содержащей несложные игровые элементы, и распространяется свободно с iTunes Store. Вместе с приложением распространялся купон на предварительный заказ игры Alice: Madness Returns по цене в 10 долларов США.
В декабре 2011 года компания Diamond Select Toys анонсировала коллекцию игрушек по мотивам Alice: Madness Returns. Летом 2012 года данная коллекция появилась в продаже в специализированных магазинах. В неё входят 7-дюймовые объёмные фигурки Алисы, Чеширского кота и Карточного Стража; также имеется фигурка Алисы в состоянии истерии и фигурки оружия героини — Вострый нож, Лошадка на палке и Перечница. На конечностях у персонажей имеются шарниры и шарики, с помощью них же конечности и головы крепятся к туловищу, в результате чего положение тел и конечностей игрушечных героев можно менять; ручка Перечницы также подвижна. В марте 2013 года компания Diamond Select Toys сообщила о новой созданной коллекции игрушек по мотивам компьютерной игры; в этой коллекции игрушечная Алиса облачена в «королевский костюм» (англ. Royal Suit), а комплект по-прежнему дополняют Вострый нож, Лошадка на палке и Перечница. Поступление коллекции в продажу было назначено на апрель 2013 и состоялось.

## Отзывы
| Сводный рейтинг       | Сводный рейтинг | Сводный рейтинг      | Сводный рейтинг      | Сводный рейтинг      |
| Издание               | Оценка          | Оценка               | Оценка               | Оценка               |
| Издание               | Общая           | PC                   | PS3                  | Xbox 360             |
| --------------------- | --------------- | -------------------- | -------------------- | -------------------- |
| GameRankings          | N/A             | 74,23 %              | 70,90 %              | 72,64 %              |
| Metacritic            | N/A             | 75 / 100 (54 обзора) | 71 / 100 (42 обзора) | 69 / 100 (54 обзора) |
| Иноязычные издания    |                 |                      |                      |                      |
| Издание               | Оценка          | Оценка               | Оценка               | Оценка               |
| Издание               | Общая           | PC                   | PS3                  | Xbox 360             |
| 1UP.com               | B-              | N/A                  | N/A                  | N/A                  |
| AllGame               | [ 118 ]         | N/A                  | N/A                  | N/A                  |
| CVG                   | 6,1 / 10        | N/A                  | N/A                  | N/A                  |
| Eurogamer             | 5 / 10          | N/A                  | N/A                  | N/A                  |
| G4                    | 2 / 5           | N/A                  | N/A                  | N/A                  |
| Game Informer         | 6,75 / 10       | N/A                  | N/A                  | N/A                  |
| GamePro               | [ 123 ]         | N/A                  | N/A                  | N/A                  |
| GameRevolution        | A-              | N/A                  | N/A                  | N/A                  |
| GameSpot              | 7,0 / 10        | N/A                  | N/A                  | N/A                  |
| GamesRadar+           | 7 / 10          | N/A                  | N/A                  | N/A                  |
| GameTrailers          | 7,2 / 10        | N/A                  | N/A                  | N/A                  |
| IGN                   | 6,5 / 10        | N/A                  | N/A                  | N/A                  |
| XboxAddict            | N/A             | N/A                  | N/A                  | 83 %                 |
| Gamereactor Sweden    | 8 / 10          | N/A                  | N/A                  | N/A                  |
| Cheat Code Central    | 3,9 / 5         | N/A                  | N/A                  | N/A                  |
| Joystiq               | [ 131 ]         | N/A                  | N/A                  | N/A                  |
| Digital Chumps        | (PS3)           | N/A                  | N/A                  | N/A                  |
| VideoGamer            | 7 / 10          | N/A                  | N/A                  | N/A                  |
| Русскоязычные издания |                 |                      |                      |                      |
| Издание               | Оценка          | Оценка               | Оценка               | Оценка               |
| Издание               | Общая           | PC                   | PS3                  | Xbox 360             |
| 3DNews                | 8 / 10          | N/A                  | N/A                  | N/A                  |
| Absolute Games        | 77 %            | N/A                  | N/A                  | N/A                  |
| «PC Игры»             | 8,5 / 10        | N/A                  | N/A                  | N/A                  |
| PlayGround.ru         | 8,5 / 10        | N/A                  | N/A                  | N/A                  |
| «Игромания»           | 8 / 10 5,5 / 10 | N/A                  | N/A                  | N/A                  |
| «ЛКИ»                 | 82 %            | N/A                  | N/A                  | N/A                  |
| «Мир фантастики»      | 6 / 10          | N/A                  | N/A                  | N/A                  |
| «НИМ»                 | 7,7             | N/A                  | N/A                  | N/A                  |
| «Страна игр»          | 7,5 / 10        | N/A                  | N/A                  | N/A                  |
| StopGame.ru           | изумительно     | N/A                  | N/A                  | N/A                  |
| Игры@Mail.Ru          | 7,5 / 10        | N/A                  | N/A                  | N/A                  |
| BestGamer.ru          | 8,7 / 10        | N/A                  | N/A                  | N/A                  |

### Обзоры
Игра Alice: Madness Returns получила смешанные и положительные отзывы зарубежных изданий. Версии для Playstation 3 и Xbox 360, согласно Metacritic, были оценены рецензентами в среднем на 71 и 68 баллов из 100 соответственно. Версия для персонального компьютера получила 78 баллов у GameRankings и 79 у Metacritic.
GameSpot отметил игру 7 баллами из 10. Рецензент Кевин ВанОрд заявил, что «игра зацикливается на одних и тех же идеях, её неспособность расти временами навевает скуку». Положительно оценены «красивая и в то же время страшная вариация Страны чудес», «изящное управление», «необычное оружие, которое превращает боевую систему в веселье», а также «большое количество локаций и зон, доступных для исследования». К негативным характеристикам игры ВанОрд отнес монотонный геймплей; головоломки, «исполнение которых далеко от идеала»; аудиовизуальные баги. Автор обзора отметил, что «играть в Alice: Madness Returns не так увлекательно, как смотреть», но игроку «всё равно придётся по душе затеряться в этом волшебном приключении». Рецензент сравнивает время, проведённое в игре, с каникулами: «Вы помните, куда пошли, но забыли, что делали. Тем не менее, изувеченная психика Алисы так мучительна, её кошмарные пробуждения так ярки, что желание двигаться дальше не пропадает, поскольку восхитительное зрелище её болезни всё ещё ожидает зрителя».
Консольной версии Alice: Madness Returns для Xbox 360 Питер Эйкеманс от IGN поставил оценку 6,5 из 10, отметив, что «образцовые игры окунают вас с головой в свои миры, заставляя задерживать дыхание вплоть до финальных титров. Но когда некоторые элементы не работают, постановка разрушается и всем своим видом кричит: это просто игра. Alice: Madness Returns представляет собой шероховатое погружение в путешествие, которое блещет яркими красками, но постоянно демонстрирует трещины». Положительные стороны, отмеченные рецензентом, — боевая система, акробатика, поиск воспоминаний, «удивительные» персонажи, интересные загадки, контраст между «миром фантазии» и «мрачными улочками Лондона». Негативной критике подверглись «графические несоответствия уродливых текстур»; безучастно реагирующая на происходящее главная героиня; «утомительная», но ненавязчивая музыка; периодическое появление «невидимых стен», на которые натыкается игрок; сомнительный левел-дизайн. Заключительный вывод — «Alice: Madness Returns — это запоминающийся беглый взгляд в испорченное зеркало».
По словам Элис Лиэнг, представительницы портала 1UP.com, Alice: Madness Returns грамотно сочетает в себе материалы первоисточника, «создавая нечто новое и увлекательное, но по-прежнему узнаваемое». Рецензент одобрительно отозвался о «гладком» управлении, арсенале оружия, художественном таланте разработчиков и необычных второстепенных персонажах. К минусам были причислены линейные уровни, «пустые» награды, неразвитые магические способности Алисы и её неправдоподобная личность, бездумное развитие сюжета, упрощённый повторяющийся геймплей, аудиобаги и общее бесцельное прохождение игры.
Алик Мир от портала Kotaku.com сравнил «полупродолжение» Алисы с воплощением единообразия в играх. По словам рецензента, игровая механика выглядит настолько классической, что трудно понять, когда Alice: Madness Returns была выпущена — в 2011, 2007 или 2001 году. Продукт поименован лишь номинальным продолжением, поскольку, по сути, представляет переосмысление серии под некоторым влиянием экранизации Тима Бёртона. Положительно встречены такие элементы, как «диковинное оружие»; работа художников, создавших «удивительный мир, <…> наполненный богатой визуальной фантазией и тревожными странностями». Негативной критике подверглись стилистические и цветовые различия уровней, 15—20-часовая продолжительность, редкие чекпоинты, утомительный геймплей, под влиянием которого «под угрозой будет находиться не только рассудок Алисы». Резюме: «То, что начиналось как наслаждение, окончилось как мука».
Уилл Портер от Computer and Video Games положительно охарактеризовал художественную стилистику и визуальную составляющую игры, отклонения сюжета в сторону викторианского Лондона, боевую систему. Отрицательно критик воспринял высокую продолжительность каждой главы, «панихидные прыжки», бесконечные повторения врагов, плохую камеру, малое количество чекпоинтов, «дурацкие» мини-игры. Alice: Madness Returns — «трехмерный платформер из другой эпохи».
GameZone поставил игре 5,5 балла из 10, написав: «Это большая проблема. Alice: Madness Returns не отшлифована. В то время как игра содержит несколько отличных моментов, её губят устарелый и скучный платформинг, угнетающая боевая система и в целом слабое исполнение».
Обозреватель от шведского ресурса Gamereactor положительно оценил управление, дизайн и атмосферу игры. Отрицательных отзывов удостоилось техническое исполнение графической составляющей на фоне красивого дизайна: по словам обозревателя, хотя главная героиня сделана хорошо, текстуры других персонажей имеют более низкое качество, что выражается, например, в таком недостатке, как размытость некоторых из них. По словам рецензента, Alice: Madness Returns более-менее преуспевает по всем характеристикам. Его оценка — 5 баллов из 10.
Немецкий Gamestar в своей рецензии для ПК позитивно охарактеризовал историю, которую рассказывает игра, большое количество геймплейных идей, а также дизайн, креативность и сумасшествие которого, по словам автора обзора, унаследованы из American McGee’s Alice. Среди минусов критик отметил многие технические аспекты, выглядящие устаревшими: детали уровней, освещение, анимация персонажей в некоторых местах игры, по словам обозревателя, являются весьма некачественными, а многие текстуры будто бы перенесены из первой игры, вышедшей десятилетие назад. Это, однако, по мнению рецензента, компенсируется присутствием PhysX. Управление, работа камеры и мини-игры, в целом, также отрицательно были оценены критиком.
Кирилл Волошин, будучи рецензентом от журнала «Игромания», отмечал, что Alice: Madness Returns — «праздник выдающего художественного стиля», выполненного в «болезненно-прекрасном антураже, где переплетаются ирония, депрессия и ужас». В качестве минусов автор обозначил неудобную камеру, трудности с автоматическим прицеливанием, оскудевшие запасы оружия, многократное повторение некоторых геймплейных элементов. К плюсам приписаны колоритный дизайн, сюжет, интегрированные мини-игры. Сайт журнала Игромания поставил игре оценку 8 баллов из 10. Вывод:

«Alice: Madness Returns — это по-прежнему Игра с большой буквы, в которой есть дух настоящего приключения, пускай не всегда веселого, легкого и комфортного. Она поражает воображение неожиданными визуальными образами, не боится довольно фамильярно обращаться со всем знакомой сказочной вселенной».

Другой рецензент от журнала Игромания, Игорь Асанов, чья рецензия была опубликована в журнале, отрицательно оценил игру. По словам обозревателя, Макги при разработке игры «допустил лишь одну, но фатальную ошибку — не позвал с собой хороших людей». Критиком была негативно оценена как реализация идеи в целом (например, возраст Алисы во время действия сюжета игры), так игровой процесс и сюжет в частности (долгое время игры, наличие скучных моментов). Отрицательной оценки удостоились также боевая система («автоприцел чувствует себя умнее всех и вместо пускающего в нас смертельные файерболы монстра фиксируется на ближайшем ползающем слизне») и общий интерфейс игры («даже простое перемещение по уровню, требующее, как правило, филигранной точности и мгновенной реакции, только усложняется невообразимо скотской камерой, которая во время прыжка частенько любит демонстрировать на пол-экрана большие зелёные Алисины глаза или совершенно не вовремя заглядывать ей под юбку»). Звуковое сопровождение и графика были оценены на 7 баллов из 10, геймплей и интерфейс с управлением — 4 и 3 балла соответственно. Общая оценка, данная игре рецензентом, — 5,5 балла из 10.
Игровой сайт PlayGround обратил внимание на значительное различие атмосфер сиквела и оригинальной игры American McGee’s Alice, которое, по мнению автора рецензии, не мешает положительной оценке. Из плюсов отмечаются профессионально проработанный дизайн, хороший сюжет и геймплей игры. Из минусов — саундтрек, который, как пишет автор, написан значительно хуже, чем саундтрек к предыдущей игре. PlayGround поставил игре оценку 8,5 балла из 10.
3DNews оценил игру на 8 баллов из 10, отметив высокий уровень художественного исполнения локаций, хорошую боевую систему, разнообразие оригинально оформленных врагов. Также автор рецензии положительно отозвался о техническом исполнении локаций, отметив большое количество секретных мест и удобную механику перемещения по локациям. Был положительно оценён игровой мир, «безнадежно затягивающий игрока своим безумным очарованием», включая звуковое сопровождение. Отрицательную оценку получил игровой процесс за свою монотонность; по словам автора, «ключевая формула геймплея не меняется на протяжении игры, скатываясь в однообразие». «Повествование можно сравнить с нитевидным пульсом — пики практически незаметны, а при перестановке отдельных локаций ровным счетом ничего не изменилось бы». Кроме того, автор отметил, что игра может сравниться с любым хорошим платформером, выполненным «по канонам жанра», но не привнесла в этот жанр ничего нового; по словам автора, игра — «типичный аркадный платформер в крайне нетипичном антураже». Отрицательно был оценен и графический движок, по вине которого многим моделям и текстурам не хватает чёткости и детализации, а дизайн уровней имеет недостатки. Также были отмечены мелкие неудобства при автоприцеливании.
Сайт StopGame.ru назвал игру хардкорным платформером, положительно оценив атмосферу игры, дизайн уровней и звуковое сопровождение, а также боевую систему. При этом, по словам автора рецензии, игру «невозможно освоить с первых секунд», а при долгом непрерывном прохождении пользователь может «прийти к ошибочному заблуждению, что игра немного нудная и затянутая». Продукт получил от сайта высшую оценку «изумительно».
Игровой портал BestGamer.ru в свою очередь положительно оценил внешний вид игрового мира, отметив также, что «каждая новая локация отличается от предыдущей не только врагами и загадками, но и внешним видом — точно как и в первой части». Были отмечены и недостатки: малое количество глав при большой длительности сюжета, что во время игры может создавать впечатление увеличения её общего времени, а также повторяющиеся поединки, местами докучающие. При этом автор, повторив мнение некоторых других обозревателей, отметил, что «многие минусы этого проекта перекрываются плюсами, пусть и не полностью». Редакция портала оценила игру в 8,7 балла из 10.
Рецензент игрового сайта Absolute Games положительно отозвался о визуальной стилистике игры и качестве большинства текстур, отметив, в частности, хорошо проработанный внешний вид и анимацию модели Алисы. Позитивной оценки удостоилось и управление: по словам автора рецензии, «несмотря на то, что игра „заточена“ под геймпад, управление „мышь + клавиатура“ почти не вызывает нареканий». В качестве достоинства игры было отмечено присутствие мини-игр, положительно оценённых рецензентом. В заключении автором были отмечены негативные моменты — «заурядный геймплей», а также «самоповторы и искусственное растягивание игры», в связи с чем рецензент высказал противоречивость параметров качества игры. Редакция сайта оценила игру в 77 %.
GameTech, в целом, отрицательно высказался об игре. По словам рецензента, «всё есть у Alice: Madness Returns для создания прекрасного приключения, однако собрать воедино идеи у авторов не получилось». Позитивно были оценены атмосфера игры, персонажи, которые «прекрасно вписываются в сюрреалистическую картину мира», а также звуковое сопровождение. Негативную оценку получила подача сюжета, по словам автора, чересчур простая (в частности, рецензентом была отрицательно встречена подача многих сцен игры в рисованном виде); негативно был оценен баланс сложности игрового процесса («не важно, находится ли Алиса в начале второй главы или в конце пятой — идет постоянное повторение одних и тех же игровых ситуаций, вынуждающих выполнять одни и те же простые действия») и сражений («Алису прогоняют сначала через простые битвы, потом условия становятся более жестокими, затем всё „обнуляется“, и в следующей главе ситуации повторяются заново»). В свою очередь рецензент отметил наличие скучных отрезков, имеющих высокую продолжительность, также автор отрицательно высказался о высокой общей продолжительности игры. Кроме того, были отмечены недочёты боевой системы, в частности, автоматической смены ракурса при выборе врага, в случае чего ракурс «скрывает других врагов и ограничивает свободу манёвра».
Редакция журнала «Лучшие компьютерные игры» отметила большое количество нововведений и изменений, отличающих данную игру от предыдущей. Положительной оценки удостоились богатые пейзажи уровней. Критике подверглось управление на ПК, названное «кривым»: «консольное управление перенесено на PC весьма лениво, и в сражениях с ним приходится бороться — Алису постоянно куда-то ведёт, её сложно понудить идти в нужную сторону и ещё труднее заставить правильно целиться». В свою очередь рецензент отметил затянутость большинства уровней: «красоту и своеобразие мира намного труднее воспринимать, если он успевает надоесть во время прохождения». Мини-игры сами по себе были оценены положительно, рецензент высказался отрицательно о многократном повторении однотипных игр. Обозреватель поставил игре оценку 82 %, отметив в заключение:

Если сделать скидку на то, что Madness Returns — первый большой проект Американа Макги за многие годы, то игра однозначно удалась. Её нескладность, затянутость и переизбыток мини-игр — как раз следствие того, что Spicy Horse долго занималась мелкими игровыми проектами наподобие Grimm.
— Лучшие компьютерные игры, август 2011
Журнал «Страна Игр» нейтрально оценил игру. Рецензент Артём Шорохов отметил техническую и смысловую отсталость некоторых аспектов игры: по его словам, отрицательно описывать игру можно, «главным образом, из-за недостаточной „доработки напильником“ и застрявших глубоко в прошлом подходов к геймплею и особенно ко всей технической части игры»; «Макги снова предлагает набор карт для прохождения, разноцветными нитками сшитый в формальное подобие произведения, где связующим звеном становится закадровый пересказ событий, снабжённый сильным мельтешением картинок от студии-подрядчика». Негативной оценки удостоился сюжет, который, по мнению автора рецензии, «как будто бы есть, но в то же время отсутствует»: многие действия, выполняемые Алисой, слабо связаны с её конечной целью, «скорее можно говорить о поддержании стилистики». Были упомянуты и проблемы с управлением камерой, недостатки боевой системы. Секреты, присутствующие на уровнях, были описаны как «ничуть не любопытные своим содержимым». Также в качестве проблемы была представлена большая продолжительность игры, образованная излишними моментами. С другой стороны, рецензент положительно оценил игровой процесс, сообщив также, что игра «лучше, пикантнее и интереснее на вкус всех предыдущих творений своего создателя». Позитивно был оценён дизайн, являющийся, по словам рецензента, главным достоинством игры, несмотря на то, что найти претензии можно и к нему. Было отмечено также постепенное увеличение технического и смыслового качества игры по ходу. Журнал «Страна Игр» поставил игре оценку 7,5 балла из 10.
Журнал «PC Игры» оценил игру в 8,5 балла из 10, отметив высокий уровень дизайна и интересное содержимое локаций. Положительно были оценены все платформерные элементы, система контрольных точек, управление и почти регулярная «умная» работа камеры. Позитивный отзыв получила также и боевая система: «вместо примитивной механики первой части авторы предлагают чуть ли не тактический симулятор». Кроме того, автор рецензии положительно оценил и саму идею игры, и её реализацию. В качестве погрешностей было названо «грубоватое» использование возможностей графического движка, а также «несколько мелких технических ляпов», связанных с текстурами. Отрицательную реакцию также получило неудобство, заключающееся в большом количестве клавиш на ПК-клавиатуре и невозможности их удобного расположения.

### Награды и номинации
| Учредитель  | Награда                           | Категория                          | Результат |
| ----------- | --------------------------------- | ---------------------------------- | --------- |
| MSNBC       | In-Game Awards 2011               | «Лучшая художественная постановка» | Победа    |
| GameSpot UK | Best of 2011 Special Achievements | «Лучшая графика»                   | Победа    |
| G4          | Best of 2011                      | «Лучшая художественная постановка» | Номинация |

В апреле 2013 года ресурс Kotaku внёс карточный уровень четвёртой главы Alice: Madness Returns в список самых психоделических уровней видеоигр.

## Технические особенности игры
| Системные требования    | Системные требования                                                                         | Системные требования                                         |
| ----------------------- | -------------------------------------------------------------------------------------------- | ------------------------------------------------------------ |
|                         | Минимальные                                                                                  | Рекомендуемые                                                |
| Microsoft Windows       |                                                                                              |                                                              |
| ОС                      | Windows XP SP3, Windows Vista, Windows 7                                                     | Windows XP SP3, Windows Vista, Windows 7                     |
| ЦПУ                     | 1.6 GHz (Intel Core 2 Duo или AMD Athlon 64 X2)                                              | Intel Core 2 Duo 2.13 GHz или AMD Athlon 64 X2 5000+ 2.6 GHz |
| Объём ОЗУ               | 2.0 GB                                                                                       | 3.0 GB                                                       |
| Место на диске          | 8.5 GB                                                                                       | 8.5 GB                                                       |
| Информационный носитель | DVD                                                                                          | DVD                                                          |
| Видеокарта              | минимум 256 MB видеопамяти, с поддержкой DirectX 9.0c; NVIDIA GeForce 7600, ATI Radeon X1650 | 1 GB видеопамяти; NVIDIA GeForce GT 320, ATI Radeon HD 4650  |
| Звуковая плата          | DirectX 9.0c-совместимая                                                                     | DirectX 9.0c-совместимая                                     |
| Устройства ввода        | клавиатура, компьютерная мышь                                                                | клавиатура, компьютерная мышь                                |

### Общие сведения
Alice: Madness Returns базируется на игровом движке Unreal Engine 3.5, разработанном компанией Epic Games.
Игра поддерживает программно-аппаратную технологию PhysX от компании nVidia, реализующую ускорение физических эффектов на графических процессорах серии GeForce. Физический движок PhysX в случае использования графического процессора добавляет в игру графические улучшения, повышающие реалистичность игрового мира. В частности, движение мелких частиц и объектов обрабатывается физически корректно и без задержек (пример — волосы Алисы, развевающиеся на ветру). Кроме того, при полноценном использовании функций PhysX в игру добавляются некоторые другие эффекты: оружие после использования оставляет дым, который можно рассекать, пробегая сквозь него; враги заливают поверхности жидкостью, а во время перемещения по локациям некоторые персонажи оставляют на поверхности следы в виде выбитых из неё обломков. Как составная часть PhysX, в игре используется технология APEX Destruction, которая позволяет разрушать различные игровые объекты (например, поверхность локации с помощью оружия) с высокой степенью реалистичности.
Alice: Madness Returns также поддерживает технологию 3D Vision от nVidia, которая реализовывает эффект стереоизображения и для использования которой требуются специальные 3D-очки и дисплей.

### Отзывы критиков
Касательно использования игрового движка Unreal Engine 3.5 рецензенты отзывались отрицательно. Сайт журнала «Игромания» в своей рецензии написал, что «постылый Unreal Engine 3 сводит на нет талантливую работу художников», и по техническому качеству графики сравнил игру с Unreal Tournament 3. 3DNews в своей рецензии также указывает на технологическую отсталость графического движка.
Достоинства игры, реализуемые технологией PhysX, были положительно оценены обозревателями, хотя и было отмечено, что при использовании максимальных настроек PhysX производительность игры значительно падает. По словам рецензента украинского портала Overclockers.ua, использовавшего для тестирования видеокарту GeForce GTX 460, на снижение количества генерируемых кадров в секунду при полноценном использовании технологии значительно влияет дым, а частицы в виде осколков или масляных луж меньше перегружают видеокарту.
В обзоре игры сайтом Hi Tech Legion, опубликованном в августе 2011 года, упоминались проблемы при использовании 3D Vision на некоторых версиях драйверов, связанные с прицелом и с рендерингом объектов в двухмерном пространстве. Для устранения этих проблем обозреватель предлагал обновить драйвер 3D Vision до версии 280.19 beta с обновлённым профилем для игры. Технология в составе продукта получила оценку «хорошо».

## Саундтрек

### Общие сведения
Автором саундтрека к игре Alice: Madness Returns Original Videogame Score стал Джейсон Тай при поддержке симфониста Маршалла Кратчера и Криса Вренны. По словам Американа Макги, авторы взяли за основу стиль оригинального саундтрека, написанного Крисом Вренной, и расширили, адаптировав его для заполнения фантастических мест между Лондоном и Страной чудес. В саундтрек вошло 22 композиции общей продолжительностью 35 минут. Три композиции написаны Маршаллом Кратчером, автор одной из композиций — Крис Вренна.
В написании саундтрека к Alice: Madness Returns должен был принимать участие Мэрилин Мэнсон, но этого не случилось. Похожее событие произошло и с саундтреком к игре American McGee’s Alice, когда Мэнсон внезапно отказался от работы уже в процессе разработки продукта.

«В самом начале мы решили, что в Лондоне будет играть тема в викторианском стиле, минималистичная, а в Стране чудес будет нечто более раскрытое, более синтетичное и электронное. Эстетика, общий план и ощущение игры в значительной степени повлияли на мой выбор инструментов и звуков. Я хотел, чтобы саундтрек звучал „взрослее“, с небольшим влиянием первой части».
Оригинальный текст (англ.)From the beginning we decided that London would have a Victorian-style theme, minimal, and for the Wonderland sections it would be more open but nothing too synth-like or electronic. The art and general look and feel of the game contributed a lot to my selection of instruments and sounds. I wanted the soundtrack to have a more ‘mature’ sound to it with a little influence from the first game.
— Джейсон Тай, автор саундтрека
Выпуск саундтрека, изданного лейблом E.A.R.S., состоялся 17 мая 2011 года. При покупке игры Alice: Madness Returns по предзаказу на Amazon.com покупатели имели возможность получить цифровую версию бесплатного промосаундтрека. Альбом также доступен на iTunes Store. В рейтинге «Игровая музыка 2011: 50 главных саундтреков года» от портала Game-OST саундтрек занял последнее место.

### Отзывы критиков
Альбом получил негативный отзыв от портала Game-OST. Недовольство вызывал основной штатный композитор Джейсон Тай: «…довольно молодой и подневольный китаец, олицетворение всей китайской нации — ничего своего он делать не умеет, но охотно и небезуспешно копирует всё и вся… Да, вроде бы саундтрек в Alice: Madness Returns абстрактный, психоделический и меланхоличный, но это вообще не уровень… ощущение, как будто писал фанат игры, не более того». Треки, созданные Вренной и Кратчером, использующие скрипку, виолончель и пианино, были встречены более благосклонно, хотя рецензент и отметил их малую продолжительность.
Критик от ресурса Square Enix Music Online сообщил, что саундтрек не оправдал ожидания поклонников. Музыка, с «её невзрачными звуковыми образами», по мнению автора рецензии, оставит слушателей равнодушными. Рецензент обозначил размытость границ между музыкой и звуковым оформлением — результат стараний основного композитора оказался скучным. «Хотя Тай в интервью неоднократно подчеркивал, что пользуется „инструментальными палитрами и уникальными аранжировками“, а также „темной, таинственной и сюрреалистической природой звуков“, трудно отметить хотя бы одно подобное качество в альбоме». Критик отметил крайне малую продолжительность большинства интермедий, в которых наблюдаются «признаки творчества», что не позволяет прочувствовать задаваемую атмосферу. Лучшей композицией за авторством Джейсона Тая назван трек Shadown Scroll. Положительно отмечен вклад в альбом в виде «жёсткого» трека от Криса Вренны, использующего пронзительные «рваные» звуковые эффекты. Одобрительно рецензент высказался и о Кратчере, создавшем партитурную «манящую» заглавную тему, напоминающую «мелодию танго» XIX века. Резюме — саундтрек лишён «текстуры и характера», итоговая оценка — 4 балла из 10.
Более одобрительные отзывы музыка из саундтрека получила в составе игры от некоторых обозревателей. В частности, рецензент журнала «Лучшие компьютерные игры» в своём обзоре игры отметил, что «эффект погружения в иную реальность усиливает музыка — если она и хуже музыки оригинала, то ненамного», критик от ресурса GameTech назвал музыкальное сопровождение игры отличным.

### Список композиций
| №   | Название                       | Музыка          | Длительность |
| --- | ------------------------------ | --------------- | ------------ |
| 1.  | «Alice: Madness Returns Theme» | Маршалл Кратчер | 1:23         |
| 2.  | «Vale Of Tears»                | Джейсон Тай     | 1:05         |
| 3.  | «Wasteland»                    | Крис Вренна     | 1:49         |
| 4.  | «Hatter»                       | Джейсон Тай     | 0:53         |
| 5.  | «Madness»                      | Маршалл Кратчер | 1:23         |
| 6.  | «Jack Splatter»                | Джейсон Тай     | 0:38         |
| 7.  | «Sunken Crypt»                 | Джейсон Тай     | 2:10         |
| 8.  | «Radcliffe's Fate»             | Джейсон Тай     | 0:57         |
| 9.  | «Jade»                         | Джейсон Тай     | 2:04         |
| 10. | «Shadown Scroll»               | Джейсон Тай     | 1:37         |
| 11. | «Card Castles In The Sky»      | Джейсон Тай     | 1:13         |
| 12. | «Queensland»                   | Джейсон Тай     | 1:52         |
| 13. | «The Asylum»                   | Джейсон Тай     | 1:03         |
| 14. | «Hyde Park»                    | Джейсон Тай     | 0:43         |
| 15. | «Fort Resistance»              | Джейсон Тай     | 1:55         |
| 16. | «Dollhouses»                   | Джейсон Тай     | 3:06         |
| 17. | «Off With Her Head»            | Джейсон Тай     | 2:10         |
| 18. | «Pulling Strings»              | Джейсон Тай     | 1:41         |
| 19. | «Moorgate Station»             | Маршалл Кратчер | 1:23         |
| 20. | «Surreal»                      | Джейсон Тай     | 2:46         |
| 21. | «Into Londerland»              | Джейсон Тай     | 1:44         |
| 22. | «Outro»                        | Джейсон Тай     | 2:01         |

## Расширения и дополнения

### Weapons of Madness and Dresses Pack
Weapons of Madness and Dresses Pack — официальное дополнение к игре, выпущенное Electronic Arts в момент выхода игры. Оно включает в себя дополнительные платья для Алисы и альтернативный вид для каждого оружия.
По умолчанию в течение игры Алиса несколько раз меняет платья, при этом подобные изменения не влияют на геймплей. Дополнение позволяет выбрать для Алисы платье, в которое героиня будет одета в Стране чудес на протяжении всей игры (кроме некоторых роликов, а также игрового процесса увеличенной Алисы). Каждое платье даёт игроку определённую способность, как, например, увеличение урона, наносимого Алисой, или постоянное Чутьё крошки.
Кроме того, дополнение содержит альтернативу для каждого оружия, которая меняет его внешний вид и даёт игроку дополнительную способность: например, модификация Лошади на палке восстанавливает здоровье Алисы в случае успешного удара, а модификация Чайника наносит врагу больший урон.

### Специальные версии продукта
20 апреля 2011 года компания Electronic Arts объявила, что в комплекте с игрой для Playstation 3 и Xbox 360 будет поставляться купон с одноразовым кодом на бесплатное скачивание оригинальной версии игры American McGee's Alice, портированной на эти игровые приставки. Также было обещано появление консольной версии American McGee’s Alice в официальных магазинах консолей — Xbox Live Marketplace (за 800 Microsoft Points) и PlayStation Network (за 9,99 доллара США).
12 мая Electronic Arts опубликовала информацию о том, что в интернет-магазине EA Store можно будет купить сборник Alice: Madness Returns — The Complete Collection для персональных компьютеров, состоящий из двух игр — American McGee’s Alice, прошедшей ремастеринг, и Alice: Madness Returns. Также в сборник было включено официальное дополнение ко второй игре Weapons of Madness and Dresses Pack. Стоимость Alice: Madness Returns — The Complete Collection в Великобритании составляла 34,99 фунта стерлингов.
В тот же день издателем было обещано, что в случае покупки игры Alice: Madness Returns по предварительному заказу в магазинах EA Store, Amazon.com или GameStop пользователь получит цифровую частичную версию саундтрека к игре, которая состоит из 10 треков, включая один новый, созданный композитором предыдущей игры Крисом Вренной.

## Третья игра об Алисе

### Пре-продакшн
В апреле 2011 года, ещё до выхода Alice: Madness Returns, в одном из интервью Американ Макги сообщил о том, что не исключена возможность создания третьей игры об Алисе. По словам геймдизайнера, решение об этом зависело от компании Electronic Arts, но сам Макги был готов приступить к разработке третьей части. Также геймдизайнер заявил, что, вероятно, третья игра будет создана посредством своеобразного «смешения» событий двух первых игр.
По предположениям Макги, выраженным в июне 2012 года, игра может быть реализована в режиме онлайн или free-to-play. Хотя от Electronic Arts никакой информации об игре не поступало, Макги сомневался в том, что компания в ближайшее время даст согласие на создание продукта, поскольку, по его словам, у издателя не было особого желания переводить данную игру в разряд мультиплеерных. Геймдизайнер огласил рабочее название продукта — Alice in Otherland.
На своём официальном форуме Американ Макги неоднократно предлагал поклонникам игры обратиться к Electronic Arts с целью оповестить издателя о своей заинтересованности игрой. В августе 2012 года сайт RantGaming.com организовал петицию в EA, которую было предложено подписать всем желающим.
В марте 2013 года Американ Макги в своём профиле на Facebook спросил у пользователей, хотят ли они увидеть продолжение игры Alice: Madness Returns и готовы ли помочь материально, с помощью денежных вложений на Kickstarter. В случае заинтересованности со стороны пользователей Макги собирался обсудить с Electronic Arts возможность приобретения прав на создание третьей игры об Алисе на конференции GDC-2013.
8 апреля Американ Макги в своём профиле на Facebook опубликовал концепт-арт, имеющий отношение к третьей игре. При этом игра была упомянута геймдизайнером под названием Alice: Otherlands. В середине месяца Макги подтвердил готовность воспользоваться ресурсом Kickstarter для получения финансовой помощи.
По планам Макги, новый продукт должен был стать многопользовательским, иметь кооперативный режим и возможность использования пользовательского содержимого. Игра могла быть кроссплатформенной: разработчики планировали выпустить Alice: Otherlands под Windows, Mac, Linux, iOS, Android и игровые консоли.
В мае 2013 года Макги заявил, что готовится разработка ещё одной игры под его руководством — OZombie, основанной на вымышленной вселенной повести Лаймена Фрэнка Баума «Удивительный волшебник из страны Оз» и представляющей собой гротескную пародию на это произведение. Хотя первоочередным проектом студия Spicy Horse считала Alice: Otherlands, Макги обещал начать разработку OZombie в первую очередь, если бы фанаты проявили к ней больший интерес. О том, какая игра будет разрабатываться в первую очередь, разработчики пообещали объявить при открытии Kickstarter.
24 июня 2013 года финансирование проекта Spicy Horse на Kickstarter было запущено. Макги официально объявил о том, что первой будет разрабатываться игра OZombie. По его словам, Alice: Otherlands не отменена, а лишь отложена на неопределённый срок; Макги всё ещё ведёт переговоры с Electronic Arts по поводу этой игры. 14 июля Макги заявил на Kickstarter о досрочном завершении кампании по сбору средств на OZombie из-за слишком малой собранной суммы; разработка данной игры была отложена, и Макги пообещал сконцентрироваться на создании экранизации Alice.
В начале сентября 2017 года Американ Макги объявил в своём блоге о том, что начинает работу над планом разработки третьей игры под предварительным названием Alice: Asylum (рус. Алиса: больница или Алиса: приют), который затем собирается предложить компании Electronic Arts. Это событие Макги связал с успехом краудфаундинговой компании своей последней карточной игры Out of the Woods (рус. Из леса), которая прошла на площадке Kickstarter. В дальнейшем Макги начал публиковать концепт-арты и иной материал, связанный с будущей игрой, на краудфаундинговой платформе Patreon, где также начался сбор средств на игру. В январе 2019 года Макги подтвердил, что работает над игрой.
7 апреля 2023 года Макги объявил, что сворачивает работу над игрой. По собственным словам, геймдизайнер вёл переговоры с Electronic Arts как по поводу финансирования продукта, так и по вопросу передачи ему прав на франшизу Alice, принадлежавших Electronic Arts, для разработки продолжения своими силами. Однако, по информации Макги, студия заявила о том, что рынок пока не подходит для выпуска третьей части, а также отказалась передавать права на Alice геймдизайнеру, поскольку торговая марка «является важной частью общего каталога игр EA». В результате Макги заявил, что даже если разработка третьей игры начнётся в будущем, геймдизайнер не планирует в ней участвовать, поскольку у него не осталось ни идей, ни энергии на работу над «Алисой» и другими играми. Американ Макги пообещал сохранить страницу третьей игры на Patreon доступной, но закрыл сбор средств и заявил, что обновлений на этой странице больше не будет.

### Концепция и игровой процесс
В середине 2012 года Американ Макги сообщил, что у него уже имеется множество идей и написана почти вся история игры. Он заявлял, что основная идея новой Alice заключается в том, что Алиса сможет проникать в разумы встречаемых персонажей и вносить в них изменения, в результате чего характер персонажей будет меняться. Он говорил: «Представьте себе MMO, где миссии — не локации, а люди». Позже Макги уточнил, что во время путешествия по умам людей Алиса будет сталкиваться с «психологическими демонами», «эмоциональными головоломками» и другими препятствиями. Американ сравнивал свои соображения, связанные с сюжетом будущей игры, с идеями из фильма «Матрица», в котором главный герой Нео обнаруживает, что может переплетать Матрицу и реальность.
По словам Американа Макги, одним из важнейших компонентов третьей игры должен был быть пользовательский контент: игроки могли бы сотрудничать, совместно производя что-либо, и конкурировать друг с другом, используя свои творения. В качестве примера совмещения подобных идей с мультиплеером или free-to-play Макги привёл игру Minecraft. По словам Макги, поскольку в первой игре Алиса боролась со своим внутренним умственным «пейзажем», а во второй игре стремилась использовать свои умственные силы для борьбы против физической угрозы, в новой игре ей пора вторгнуться в мир других людей.

Я хотел бы видеть, как она использует свои силы для путешествия по вашему сознанию, поэтому мы исследуем [с ней] другие миры. Она использует эту способность для того, чтобы входить в ваш мир и манипулировать вашими мыслями в очень символичной форме, а затем внезапно возвращается в реальный мир и смотрит, что изменилось.
Оригинальный текст (англ.)I would like to see her using that power to travel into your head, so we are exploring other lands [with her]. Now she has this super power ability to go into your world and manipulate your mind in a very symbolic fashion, then pop back out into the real world and see what that rearranging did.
— Американ Макги
Местом действия игры, согласно Макги, должны были быть улицы Лондона, которые «превратятся в порталы, в тысячи или даже в десятки тысяч уникальных миров». Макги упоминал, что в реальности в годы действия сюжета Alice в Лондоне жила не только реальная Алиса Лидделл, но и другие интересные люди — например, Джек-потрошитель, бывший в то время молодым парнем. «Было бы классно отправить Алису в его ум и посмотреть, как взаимодействие с ним, может быть, приводит нас к истории, которую мы знаем». Также, по словам Макги, Алиса, вероятно, смогла бы проникать в умы таких великих людей, как Жюль Верн, Уильям Бут, Марк Твен, Томас Эдисон, Камиль Сен-Санс, Конан Дойль, Рихард Вагнер, Чарльз Дарвин и Улисс Грант. «…Представьте себе возможности, если Алисе удастся пересечь Ла-Манш, найти путь в Париж и угодить в кого-либо из сюрреалистов!» По словам Макги, умы некоторых художников могут выглядеть как картины, созданные ими. Также Алиса будет проникать в сознания не только великих людей, но и людей, которые «бродят по тёмным переулкам».